# Klitorie ternatská

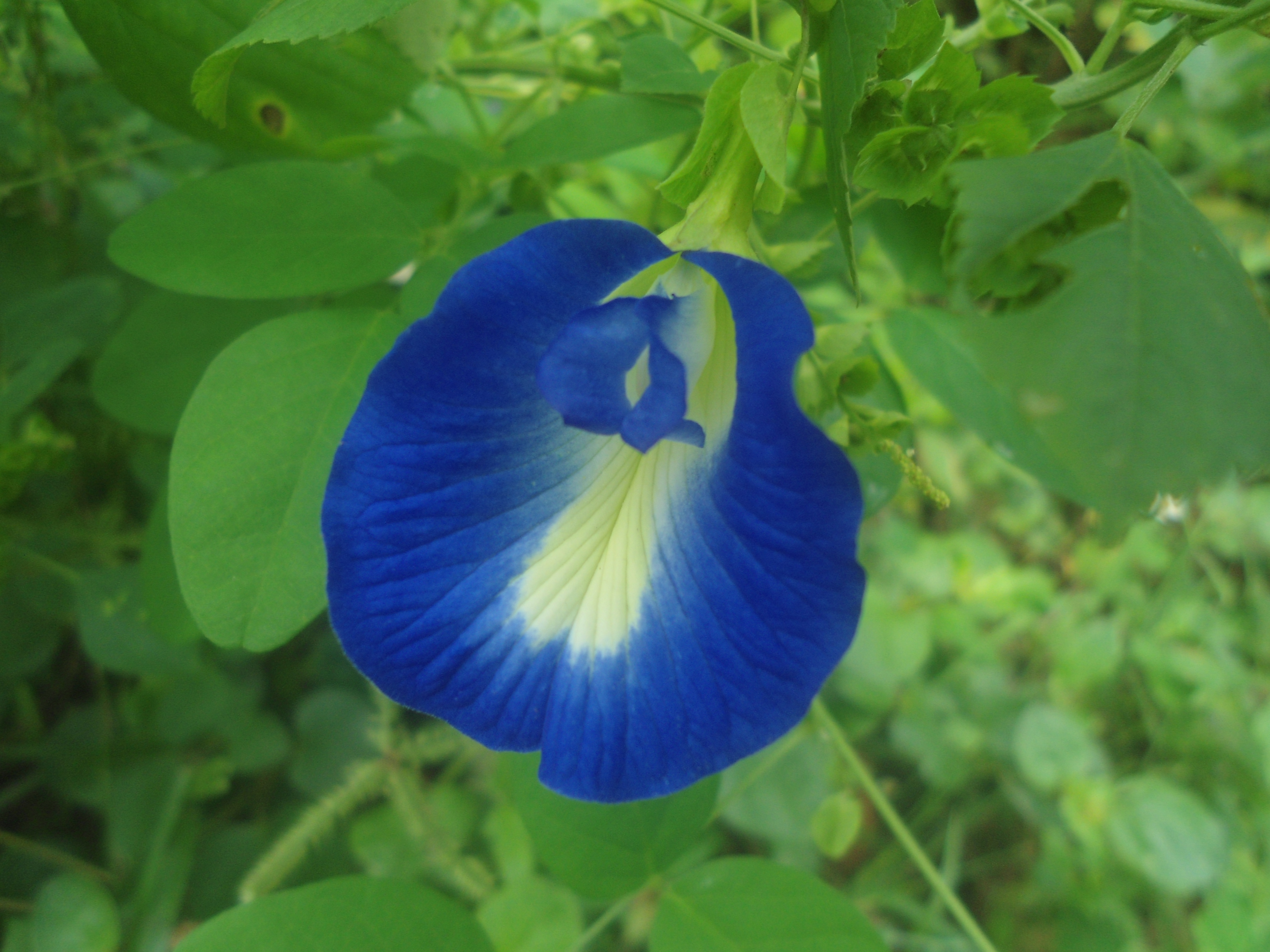
Květ

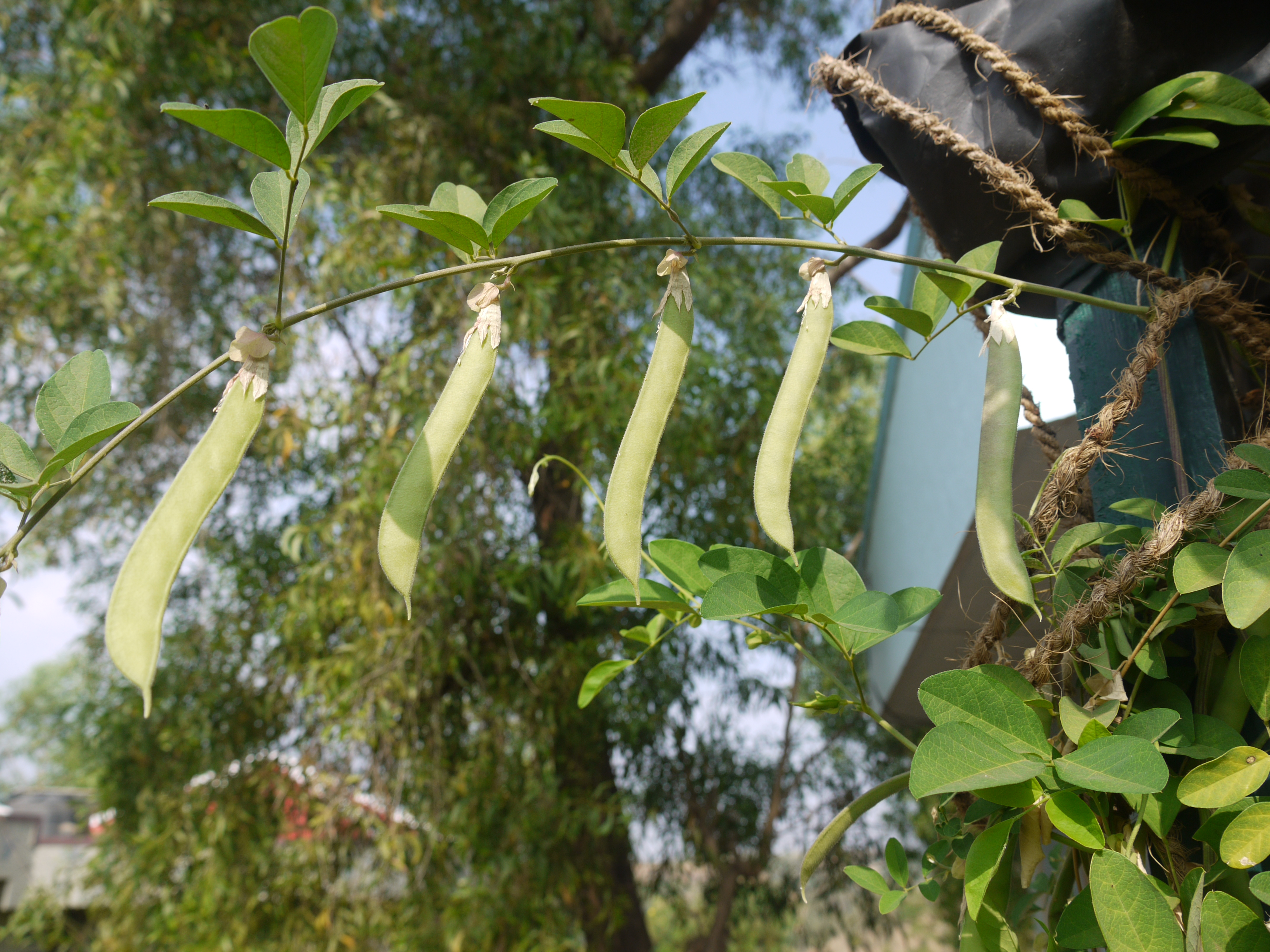
Lusky

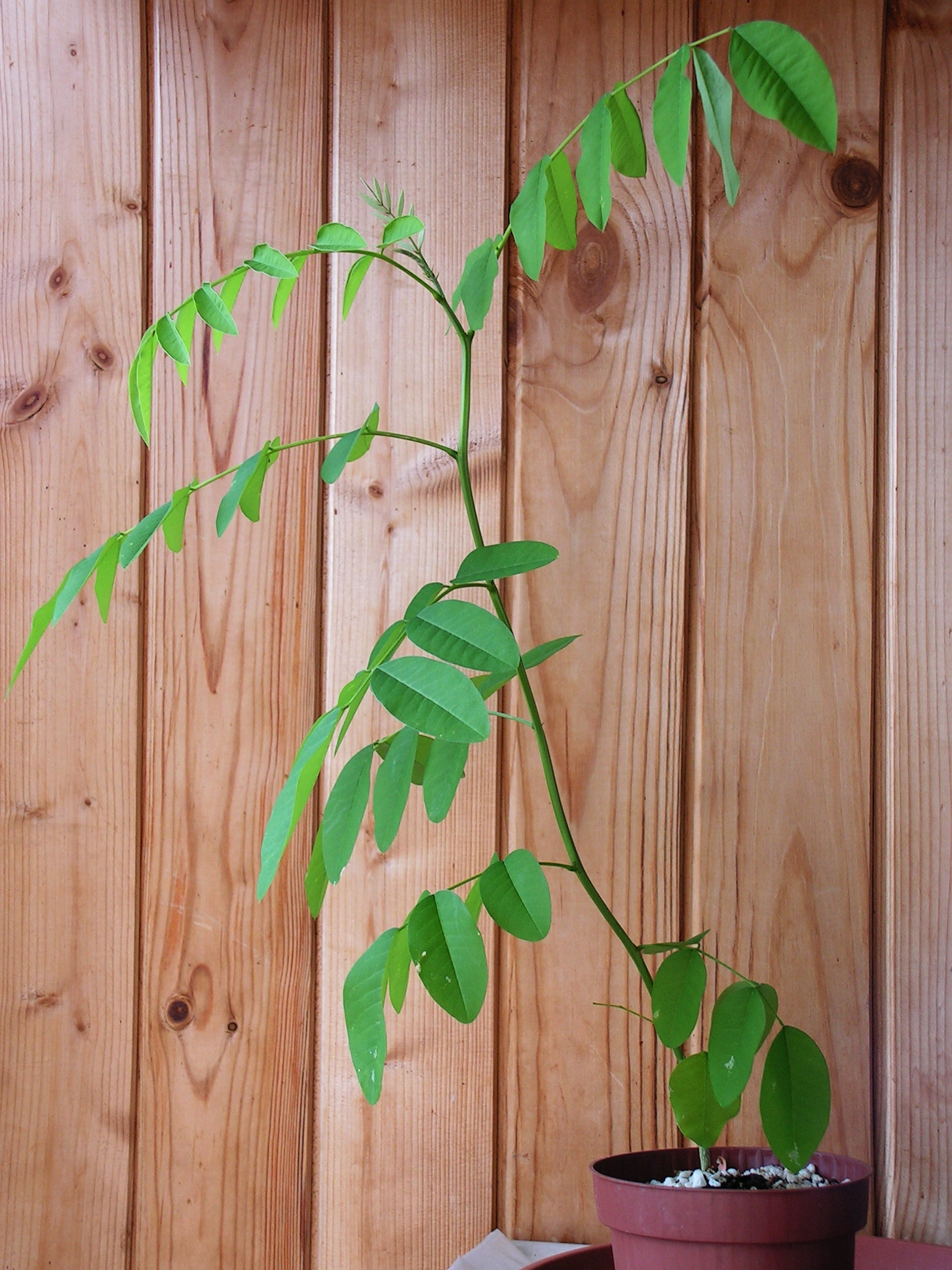
Semenáč

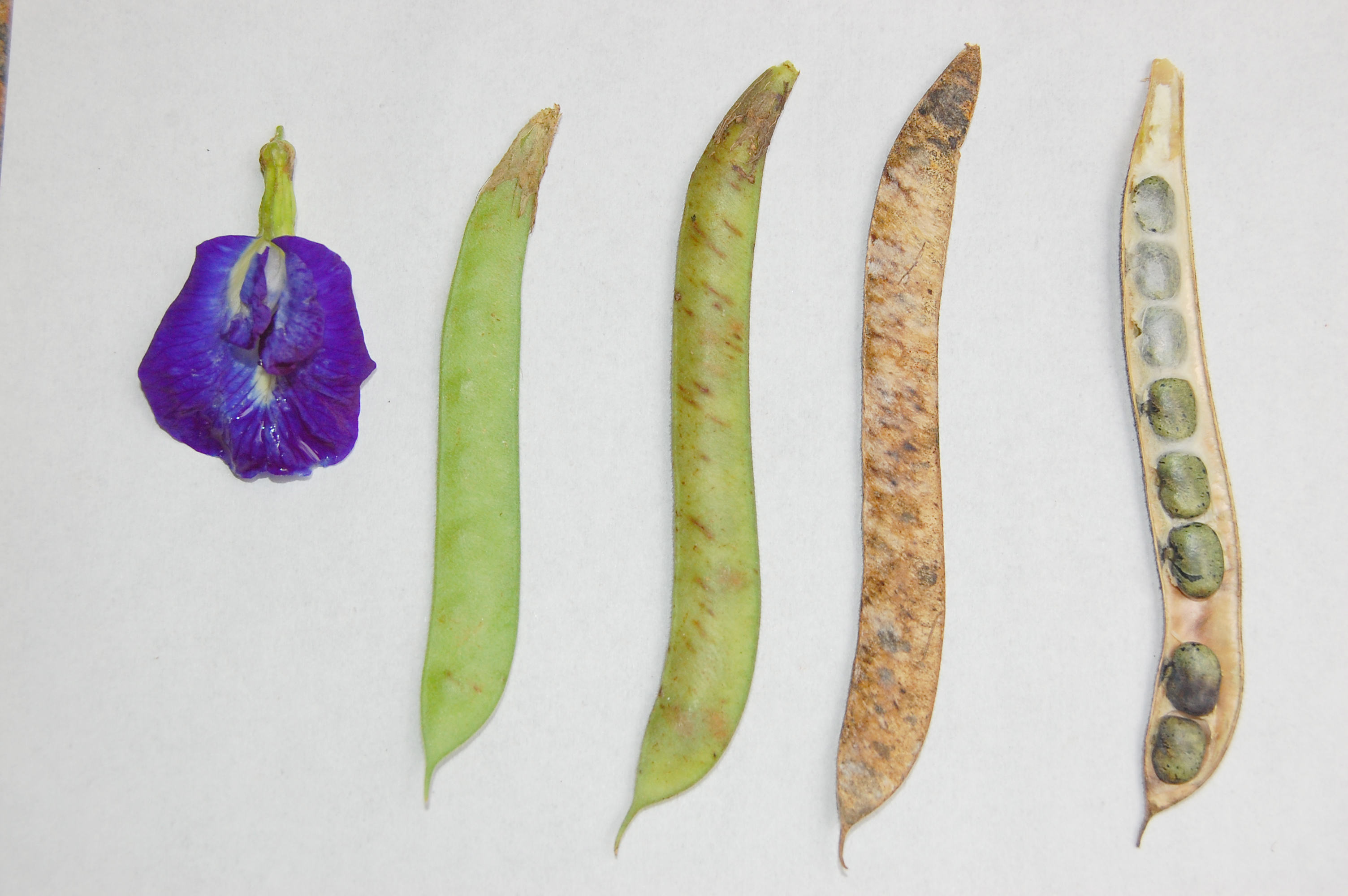
Květ, lusky a semena

Klitorie ternatská (Clitoria ternatea) je vytrvalá, neopadavá, teplomilná, slabě ovíjivá bylina používána jako náhrada kvalitní píce nebo okrasná rostlina. Je luštěnina bohatá na bílkoviny, zvířata ji ráda spásají a vyskytuje se v mnoha tropických i subtropických oblastech. Velmi rychle roste a rozmnožuje se, na některých místech dokonce ve velkém unikla z kultivace a je považována za invazní druh.
Své vědecké jméno získala podle podoby květů, které mají svým tvarem připomínat ženské pohlavní orgány. Toto pojmenování pochází od německého badatele Georga Eberharda Rumpfa, které v modifikované podobě použil i Carl Linné.

## Rozšíření
Rostlina má pantropický výskyt, je rozšířena po obou stranách rovníku, obvykle od 20° severní šířky a po 24° jižní šířky. Její areál původního výskytu není přesně ohraničen, za místo vzniku je považována jižní a jihovýchodní Asie, někdy jen konkrétně Molucké ostrovy, odkud se ještě počátkem středověku rozšířila téměř do celé subsaharské Afriky včetně Madagaskaru. V novověku byl tento druh evropskými osadníky zaveden do tropické Střední a Jižní Ameriky včetně Karibiku, jakož i do Austrálie a části Tichomoří.

## Ekologie
Rostlina pochází z vlhkých tropických nížin, ale je tolerantní vůči nedostatku vláhy. Roste i na polosuchých stanovištích s ročními srážkami pouhých 500 mm, stejně jako v deštivých oblastech při ročním spadu okolo 1500 mm za rok. Nesnese ale dlouhodobě zamokřené stanoviště ani zaplavení kořenů vodou, upřednostňuje prostředí s propustnou humózní půdou. Dokáže růst v široké škále půd od písčitých až po jílovité s pH v rozmezí 5,5 až 8,9, snese i slabě zasolenou půdu. Ke kvetení potřebuje plné slunce, je pouze mírně tolerantní k polostínu. Vyskytuje se nejčastěji v nadmořské výšce od hladiny moře po 1800 m n. m., při průměrné roční teplotě v rozmezí 15 až 30 °C. Její kořeny přežijí i krátkodobý pokles teploty pod 0° C, ne však lodyha a listy. Rostlina přirůstá hlavně z vrcholu lodyhy a od báze vzniká jen málo dalších výhonků, zvýšení jejich počtů a větvení lodyhy je cílem probíhajícího šlechtění. Kvete obvykle v červnu a plody dozrávají v listopadu. Ploidie druhu je 2n = 14 nebo 16.

## Popis
Vytrvalá, stálezelená bylina obvykle s jednou, ojediněle s několika lodyhami, které bývají 0,5 až 3 m a řidčeji až 5 m dlouhé. Lodyha je vespod dřevnatějící, tenká a bývá jen velmi chudě větvená. Vyrůstá z oddenku, je od spodu přímá nebo vystoupavá, výše je ovíjivá a pokud nenajde oporu poléhá, v uzlinách ale nekoření. Lodyha i její řídce vyrůstající větvičky jsou střídavě porostlé dlouze řapíkatými, lichozpeřenými listy, které mají vytrvalé šídlovité palisty asi 5 mm dlouhé. Na listovém vřetenu o délce 5 až 9 cm vyrůstají dva až tři páry krátce řapíčkatých lístků, které jsou kulaté, eliptické, podlouhlé nebo podlouhle kopinaté. Lístky bývají 1 až 5 cm dlouhé a 0,5 až 4 cm široké, na bázi jsou oblé, na vrcholu zaoblené nebo mají zářez uprostřed, na lícní straně jsou lysé, na rubové slabě přitiskle chlupaté a mají čtyři až pět párů žilek.
Pyskaté květy vyrůstají jednotlivě nebo v párech z paždí listů na 1 cm dlouhých stopkách zkroucených o 180°, takže jsou převrácené. Každý květ má dva oválné listeny velké do 5 mm se zjevně síťovanou žilnatinou a dva téměř stejně velké listence. Pětičetný, oboupohlavný květ má vytrvalý, pýřitý, zvonkovitý kalich s nestejnými laloky a trubkou asi 1 cm dlouhou. Koruna má horní pysk tvořený dvěma podlouhlými až trojúhelníkovité cípy téměř do poloviny srostlými, tzv. člunkem. Spodní pysk je srostlý ze třech cípů, střední je největší, je to tzv. pavéza, směřuje dolů, je oválný, na vrcholu vykrojený, 2 až 5 cm dlouhý, 2 až 4 cm široký a je zbarvený nebeský modře až purpurově (méně často růžově či bíle) a v ústí je bílý nebo nažloutlý. Pavéza vytváří oválný lem a svou horní třetinou objímá dva boční lístky, tzv. křídla, která jsou poměrně drobná, podlouhle srpovitá a stejně zbarvená jako pavéza. Bělavý člunek, dlouhý asi 2 cm, je schován mezi křídly.
V květu je deset dvoubratrých tyčinek (9+1), devět s nestejně dlouhými nitkami je srostlých a pouze jedna je volná. Semeník je protáhlý, 1 cm dlouhý, bíle chlupatý, obsahuje deset až dvanáct vajíček a nese vytrvalou, 1 cm dlouhou čnělku s bliznou. Květy bývají kleistogamní, opylí se samosprašně ještě dřív, než se otevřou pro opylovače. Rozvité květy jsou navštěvovány hmyzem, především včelami.
Plod je podlouhle zploštělý, hnědý lusk, dlouhý 8 až 12 cm a široký asi 1 cm, se zobáčkem na konci. Bývá lysý nebo jen řídce chlupatý, ve zralosti se otvírá dvěma chlopněmi a semena jsou z lusku vymršťována. V lusku je, od sebe přehrádkami neoddělených, šest až deset semen. Bývají elipsoidní, podlouhlá nebo ledvinovitá, průměrně jsou 6 mm dlouhá a 4 mm široká a mívají barvu olivovou, světle hnědou nebo červenohnědou s tmavým mramorováním. Jeden gram obsahuje 15 až 35 semen.

## Rozmnožování
Byliny se rozšiřují semeny, která se do blízkého okolí rozptylují vyvržením ze zralých lusků, ze spásaných stanovišť se také občas rozšiřují i v trusu zvířat. Lidé je obvykle vysévají od poloviny období dešťů a semena v teplém a vlhkém prostřední začínají epigeálně klíčit již za dva až tři dny a prvé pravé lístky se objevují za tři až šest dnů. Děložní lístky jsou lysé, eliptické, asymetrické, velké asi 20×5 mm. První pár listů je jednoduchý, eliptického tvaru, oboustranně chlupatý a se zřetelnou střední žilkou na lícní straně. Třetí list je již trojčetný, asi desátý list je již zpeřený s pěti lístky, které jsou oboustranně jemně chlupaté, koncový lístek má delší stopku než boční, palisty jsou podlouhlé či kopinaté, asi 3 mm dlouhé. Při vysetí čtyř rostlin na 1 m² pokryjí půdu za čtyři až šest týdnů. V tropech, při dostatku vláhy a tepla, přirůstá lodyha rostliny kontinuálně po několik let, průměrně tři až pět, pak usychá.

## Význam
Květ poskytuje velmi ceněné modré potravinářské barvivo, je jedním z mála přírodních zdrojů jedlé modré barvy, V jihovýchodní Asii se používá pro barvení cukrářských výrobků a dalších pokrmů, například pro zabarvení rýže na modro se při slavnostních hostinách dávají květy do vody při vaření. Z lístků se vaří i čaje, údajně s relaxačním účinkem. Nezralé lusky se běžně konzumují jako zelenina.
Klitorie ternatská je pro hospodářská zvířata výživnou i chutnou krmnou luštěninou, kterou obecně upřednostňují před travinami. Je vhodná jako doplňkové krmivo k senu a vojtěšce. Pěstuje se mimo přímou pastvu i pro produkci sena, pro siláže i na zelené hnojení. Rostlina obsahuje flavonoidy a glykosidy (kvercetin, myricetin, kaempferol), antokyany (delphinidin, malvidin, cyanidin), taxaxerol, taxaxeron, hexacosanol, aparajitin, β-sitosterol, p-hydroxyskořicovou kyselinu a proteiny s antifungálním účinkem. Semena mají vysoký obsah bílkovin a dále obsahují mastné kyseliny (palmitovou, stearovou, olejovou, linoleovou a linolenovou) a β-sitosterol. Vyznačuje se rychlým růstem a v krátké době po výsevu poskytuje vysoké výnosy.
Je obdobně jako další luštěniny schopná symbiózy s půdními bakteriemi rodu Rhizobium, které jímají vzdušný dusík a obohacují o něj půdu. Tato vlastnost má kladný vliv na úživnost půdy při následném pěstování užitkových rostlin. Klitorie ternatská se např. pro zvýšení výnosů vysévá na pozemek před pěstováním kukuřice, obilovin nebo čiroku, také se používá pro rekultivaci degradované půdy na průmyslových haldách a různých skládkách. Tato schopnost, obohacovat půdu o živiny, se nečekaně negativně projevuje vytlačováním původní vegetace v některých ekosystémech chudých na živiny. Je proto například v Austrálii, Francouzské Polynésii, na Havaji, Fidži i Galapágách považována za ekologický plevel.
Rostlina bývá v tradiční áyurvédské medicíně používána k léčbě řady obtíží. Kořeny se používají k potlačení psychických poruch, demence, migrény, lepry, kožních zánětů, horečky, epilepsie, astmatu, bronchitidy a tuberkulózy. Listy se používají při nemoci jater a bolestí uší, semena zase mají projímavý účinek. Pro nápadné modré nebo bílé květy je pěstována jako ozdobná liána a popíná ploty a mříže. Ve středoevropských podmínkách nesnese venkovní zimní počasí, lze ji celoročně pěstovat pouze ve skleníku nebo jako přenosnou balkónovou rostlinu, k dobrému přezimování potřebuje kromě tepla i dostatek světla.